# スズキ・GSX-S

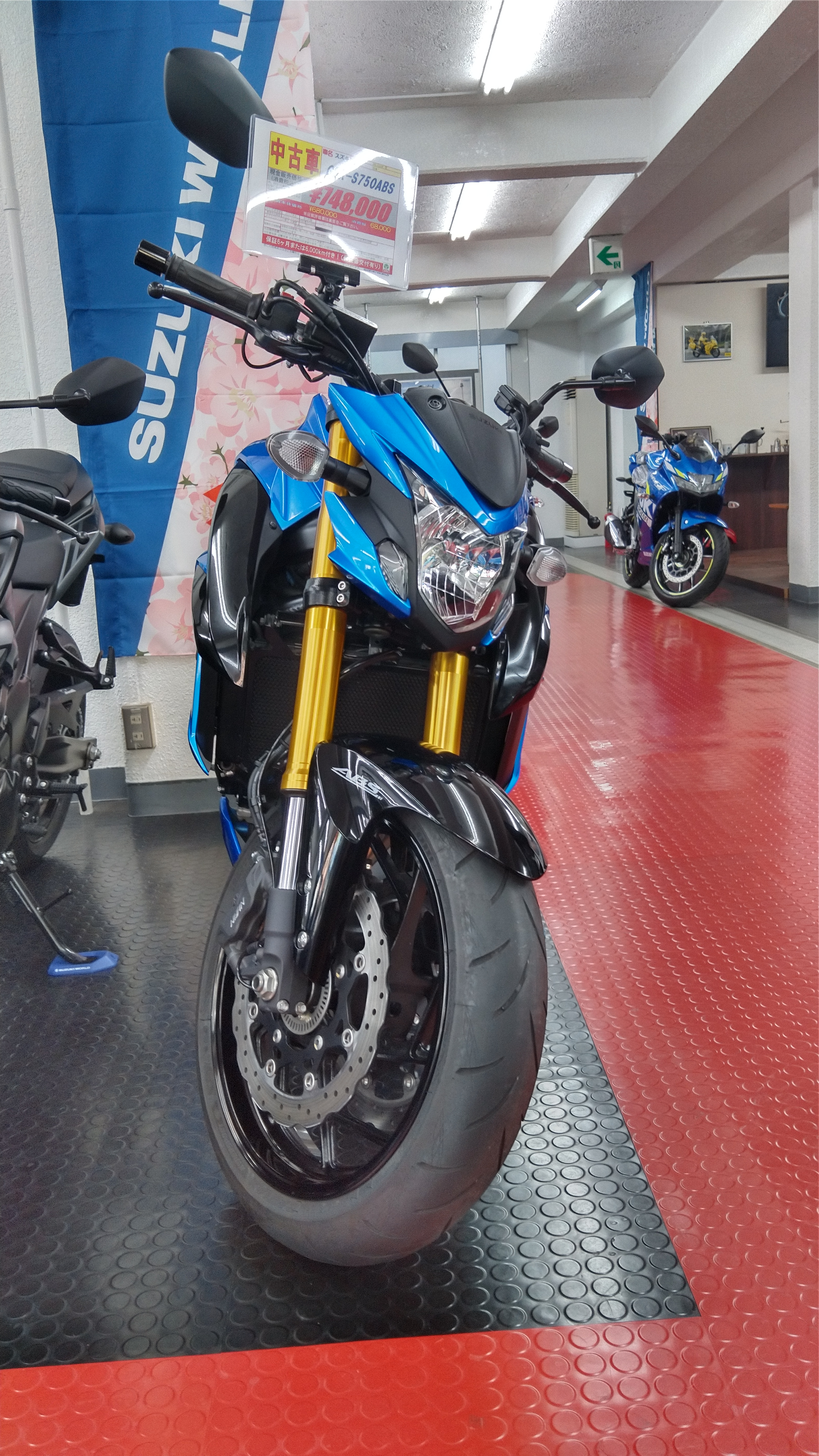
GSX-S750

GSX-S（ジーエスエックス エス）は、スズキが製造販売するオートバイのシリーズ車種である。

## 概要
スズキの伝統であるGSXシリーズ、レーサーレプリカおよびスーパースポーツのGSX-Rシリーズを経て派生したシリーズ車種で、『S』 のシリーズ名は「ストリート」「スポーツ」をイメージさせている。 
2014年のインターモトにおいて、ストリートファイターのGSX-S1000（ジーエスエックス エス 1000）と、カウルが装備されたGSX-S1000F（ジーエスエックス エス 1000 エフ）が発表されており、2車種ともABS装備もしくは非装備の両タイプが生産されている。2021年にはGSX-S1000Fの後継としてGSX-S1000GTおよびGSX-S1000GT+（海外限定）が発表された。
なお750cc版の GSX-S750 は日本で発売されているGSR750の北米向け仕様であったが、2016年10月のインターモトで新型のGSX-S750が発表されている。また同年11月にはインドネシアにおいてGSX-S150、ミラノショーにおいてGSX-S125を発表した。

## GSX-S1000
1,000cc版の日本仕様は GSX-S1000 ABS として2015年7月6日より発売され、ABSが標準装備となっている。
エンジンはかつてGSX-R1000に搭載されていたものの中から、ロングストロークで低回転域の扱いやすさに定評のあった2005年（K5）モデルのものをベースとして改良を加え搭載し、通常走行から3段階（OFF・1・2・3）の操作ができるトラクションコントロールシステムも装備されている。車体は軽量化を重視して設計されフレームにアルミ素材を使用しており、スイングアームはGSX-Rから設計を流用している。
GSX-S1000F ABS は同時発売されたスポーツモデルで、横2灯式ヘッドライトのフロントカウルと、面積を増やしたサイドカウルが装備されている。
1000/F の両仕様とも2017年3月30日にマイナーチェンジが行われた。エンジンを平成28年環境規制に適合させながら、最高出力を107kWから109kWへ、最大トルクを10.7kgf・mから10.9kgf・mに強化された。また、ハンドルレバー等のアクセントをブラック化し質感を向上させたほか、スリッパークラッチが追加で装備された。

### 2021年フルモデルチェンジ
2021年4月26日にはGSX-S1000にとって初めてのフルモデルチェンジが発表され、8月4日より日本国内で発売された。エンジンがDTB1型に変更されたことで平成32年（令和2年）国内排出ガス規制に対応し、電子制御システムS.I.R.S.（スズキ・インテリジェント・ライド・システム）を新たに搭載した。また、このタイミングでデザインが変更され、全幅が810mmに、重量が214kgに増加し、スズキ二輪車に初採用となるモノフォーカスタイプのLEDヘッドライトを縦型2灯式に配列したフロントカウルになった。ちなみに、このフルモデルチェンジにあたって販売名から「ABS」が抜けた。
新搭載の電子制御システムS.I.R.S.には、出力特性を3つのモードから選択できるパワーモードセレクターを内蔵したSDMS（スズキドライブモードセレクター）や、選択幅を広げ5段階から選択可能となったトラクションコントロールシステム、クラッチレバーを操作しなくてもシフトアップ/ダウンできる双方向クイックシフトシステムなどを採用した。
バリエーションは従来のGSX-S1000F ABSに代わってグランドツアラーのGSX-S1000GTが登場した。2021年9月22日に発表され、2022年2月8日に国内発売が発表された。日本国内での発売予定日は2月17日とされた。
空力性能を考慮して専用にデザインされたことでサイズが拡大され、重量は226kgに増加されている。また、GSX-S1000Fと同様にウインドスクリーンを装着している。メーターは6.5インチ大画面フルカラーTFT液晶メーターをスズキで初採用し、昼間と夜間それぞれに応じた表示に切り替えることができる。純正用品も、GSX-S1000GT専用開発品が用意された。海外で販売されているGSX-S1000GT+は、より長距離のツーリングに特化した仕様になっている。
2023年11月7日にはスポーツツアラーとアドベンチャーを融合させたクロスオーバーバイクとしてGSX-S1000GXが発表された。エンジンは共通だが、最大トルクを105 N⋅m (10.7 kgf⋅m)に落としている。シート高が830mmと高くなり、サイズが拡大された。
GSX-S1000GXの最大の特徴は、スズキの二輪車として初採用となるS.A.E.S.（スズキアドバンスドエレクトロニックサスペンション）である。専用にセッティングを施した日立Astemo製電子制御サスペンションEERA（Electronically Equipped Ride Adjustment）をベースに、さまざまな電子制御を採用したものである。
これに伴い、S.I.R.S.にはSDMSの強化版であるSDMS-αが内蔵される。SDMA-αはパワーモードセレクターだけでなく、7段階＋オフを調整するスズキトラクションコントロールシステム（STCS）、4段階のサスペンション減衰量を選択できるアクティブダンピングコントロール（AD）が含まれている。また、SDMS-αと連携して乗り心地をより滑らかにする設定を切り替えるスズキロードアダプティブスタビライゼーションシステム（SRAS）も導入される。
2025年モデルではカラーバリエーションに2色加えたほか、5インチのカラーTFT液晶マルチインフォメーションディスプレイを搭載した。

### モデルチェンジごとの変化
| 項目＼年代   | 2015年7月 -                      | 2017年3月 -                      | 2021年4月 -                      |
| ------------ | -------------------------------- | -------------------------------- | -------------------------------- |
| 型式         | EBL-GT79A                        | 2BL-GT79B                        | 8BL-EK1AA                        |
| エンジン型式 | T719                             | ←                                | DTB1                             |
| 最高出力     | 107 kW (145 PS) / 10,000 rpm     | 109 kW (148 PS) / 10,000 rpm     | 112 kW (152 PS) / 11,000 rpm     |
| 最大トルク   | 105 N⋅m (10.7 kgf⋅m) / 9,500 rpm | 107 N⋅m (10.9 kgf⋅m) / 9,500 rpm | 106 N⋅m (10.8 kgf⋅m) / 9,250 rpm |
| 燃費（WMTC） | 19.2 km/L                        | 18.7 km/L                        | 17.0 km/L                        |

### バリエーションごとの差違
| 項目＼モデル      | GSX-S1000 ABS                                             | GSX-S1000F ABS                                            | GSX-S1000             | GSX-S1000GT      | GSX-S1000GX    |
| ----------------- | --------------------------------------------------------- | --------------------------------------------------------- | --------------------- | ---------------- | -------------- |
| タイプ            | ストリート ファイター                                     | スーパースポーツ                                          | ストリート ファイター | グランドツアラー | クロスオーバー |
| 型式              | GT79                                                      | ←                                                         | EK1AA                 | ←                | ←              |
| 全長（mm）        | 2,115                                                     | ←                                                         | ←                     | 2,140            | 2,150          |
| 全幅（mm）        | 795                                                       | ←                                                         | 810                   | 825              | 925            |
| 全高（mm）        | 1,080                                                     | 1,180                                                     | 1,080                 | 1,215            | 1,350          |
| 重量（kg）        | 209                                                       | 214                                                       | 214                   | 226              | 232            |
| 本体価格 （税抜） | 1,033,000円 （2016年モデル） 1,048,000円 （2018年モデル） | 1,080,000円 （2016年モデル） 1,098,000円 （2018年モデル） | 1,300,000円           | 1,450,000円      | 1,810,000円    |

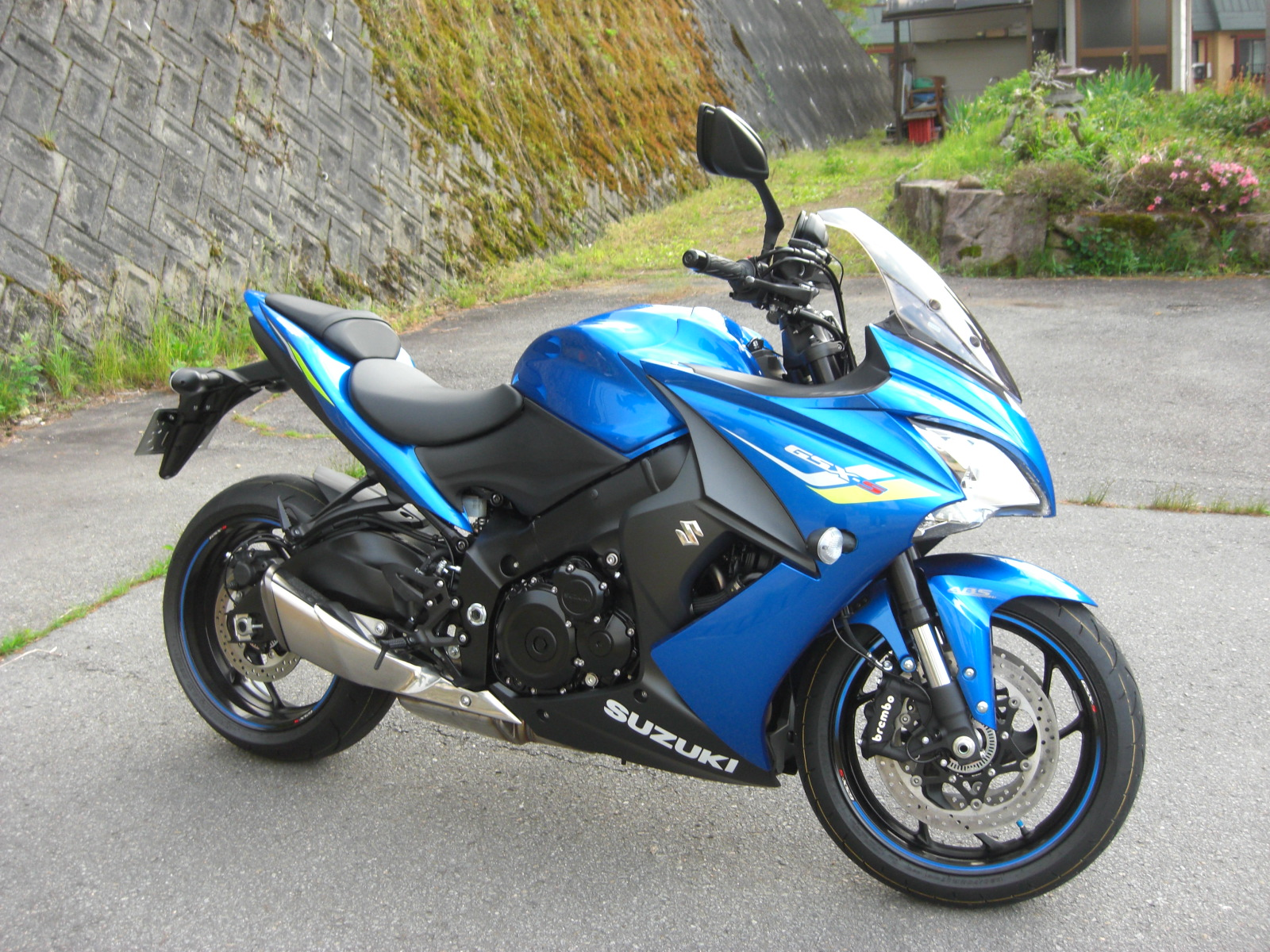
GSX-S1000F
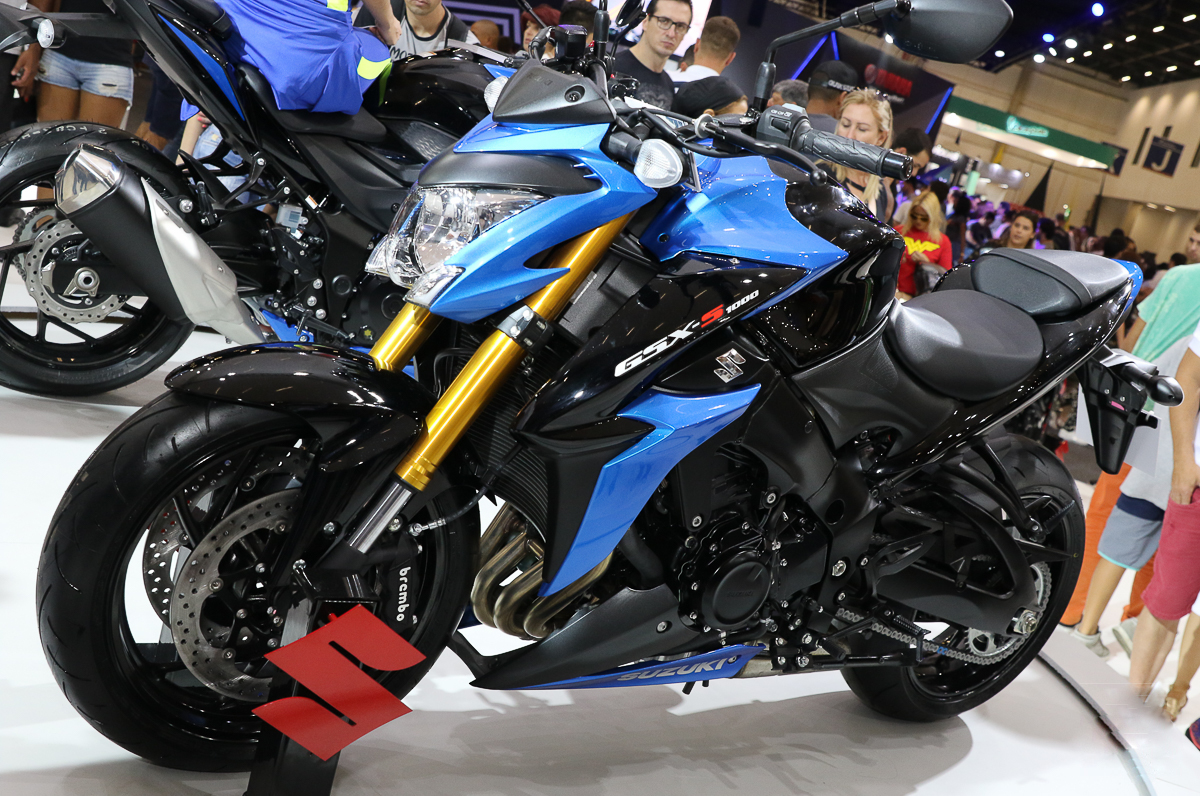
GSX-S1000（2018年モデル）
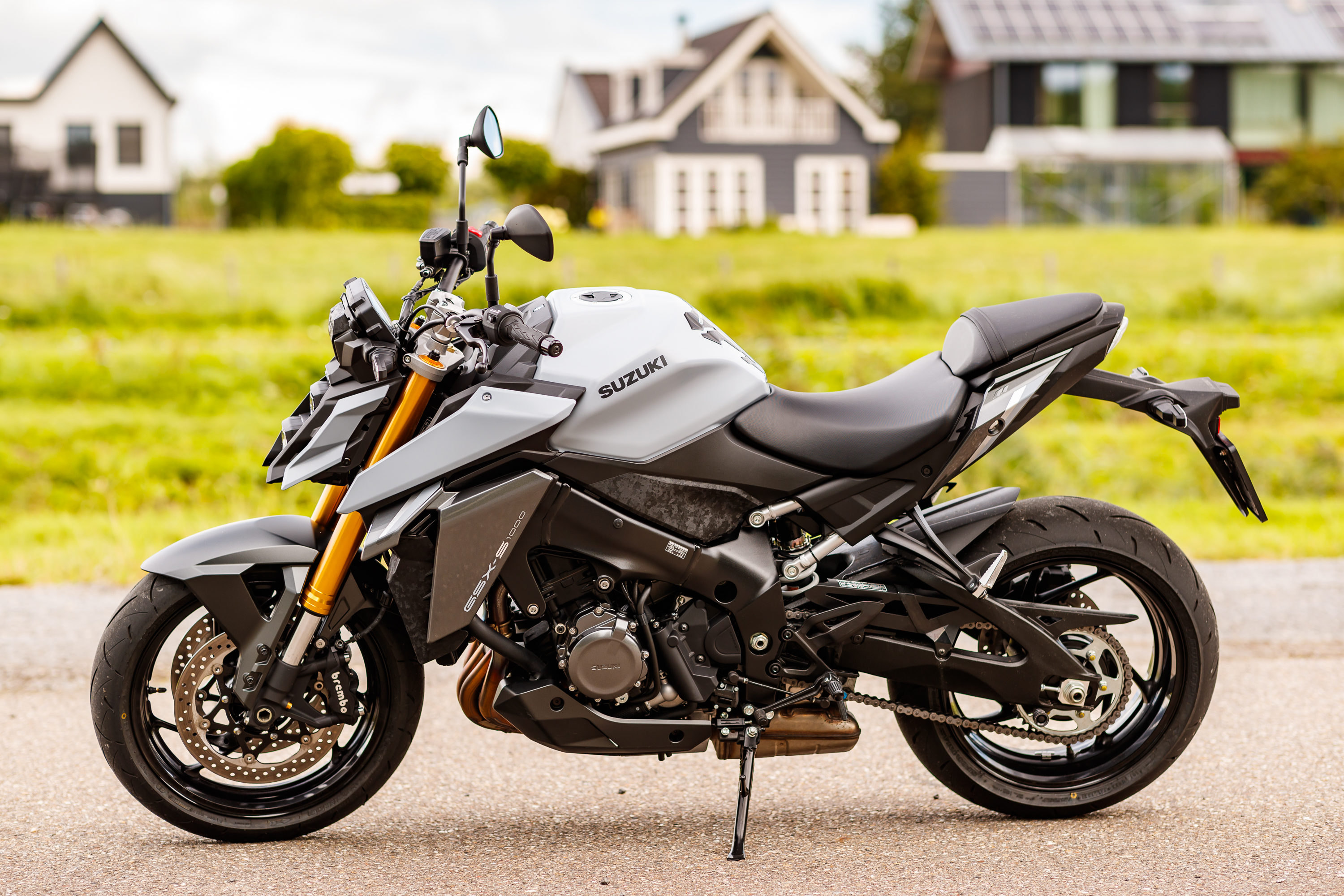
GSX-S1000（2022年モデル）
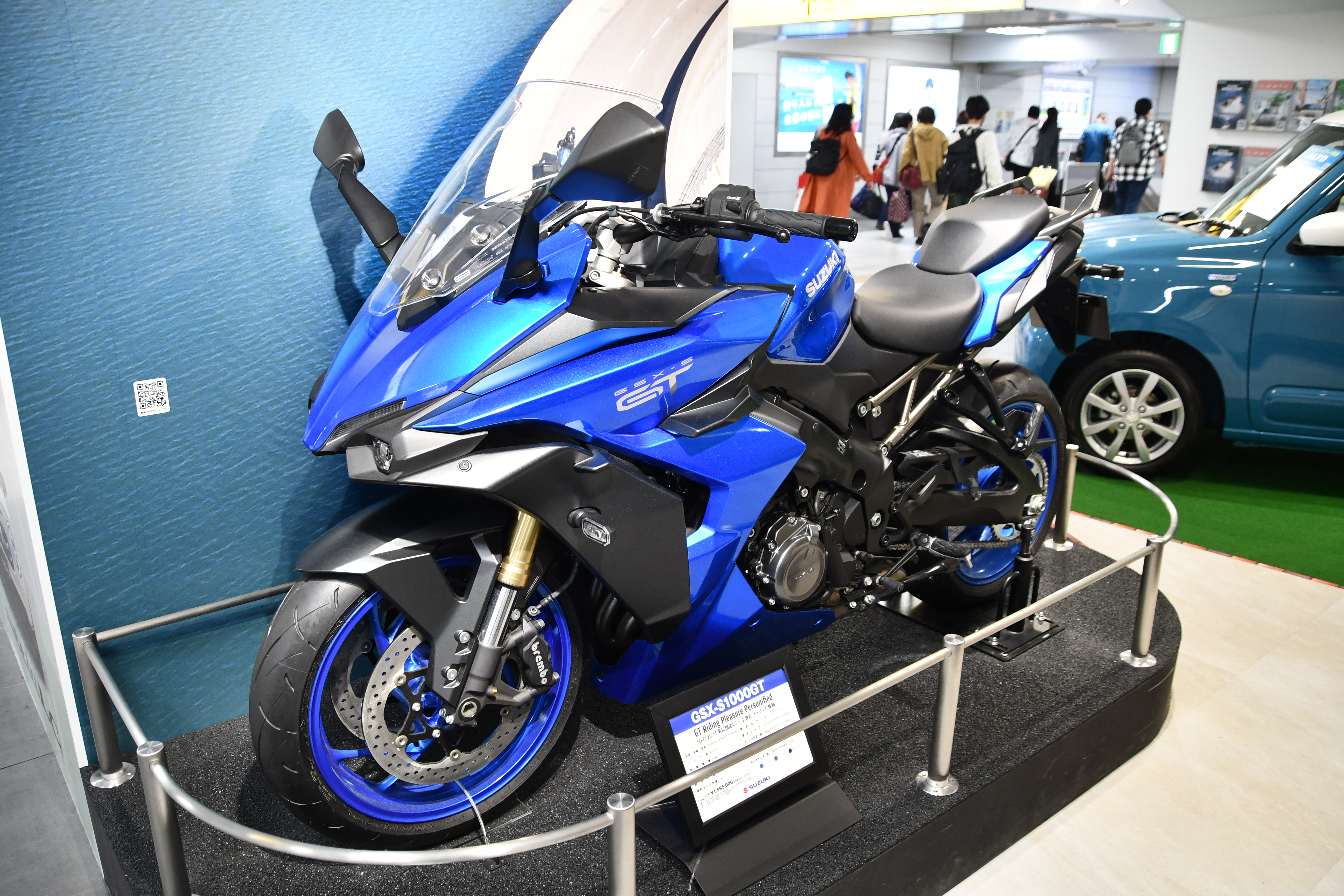
GSX-S1000GT
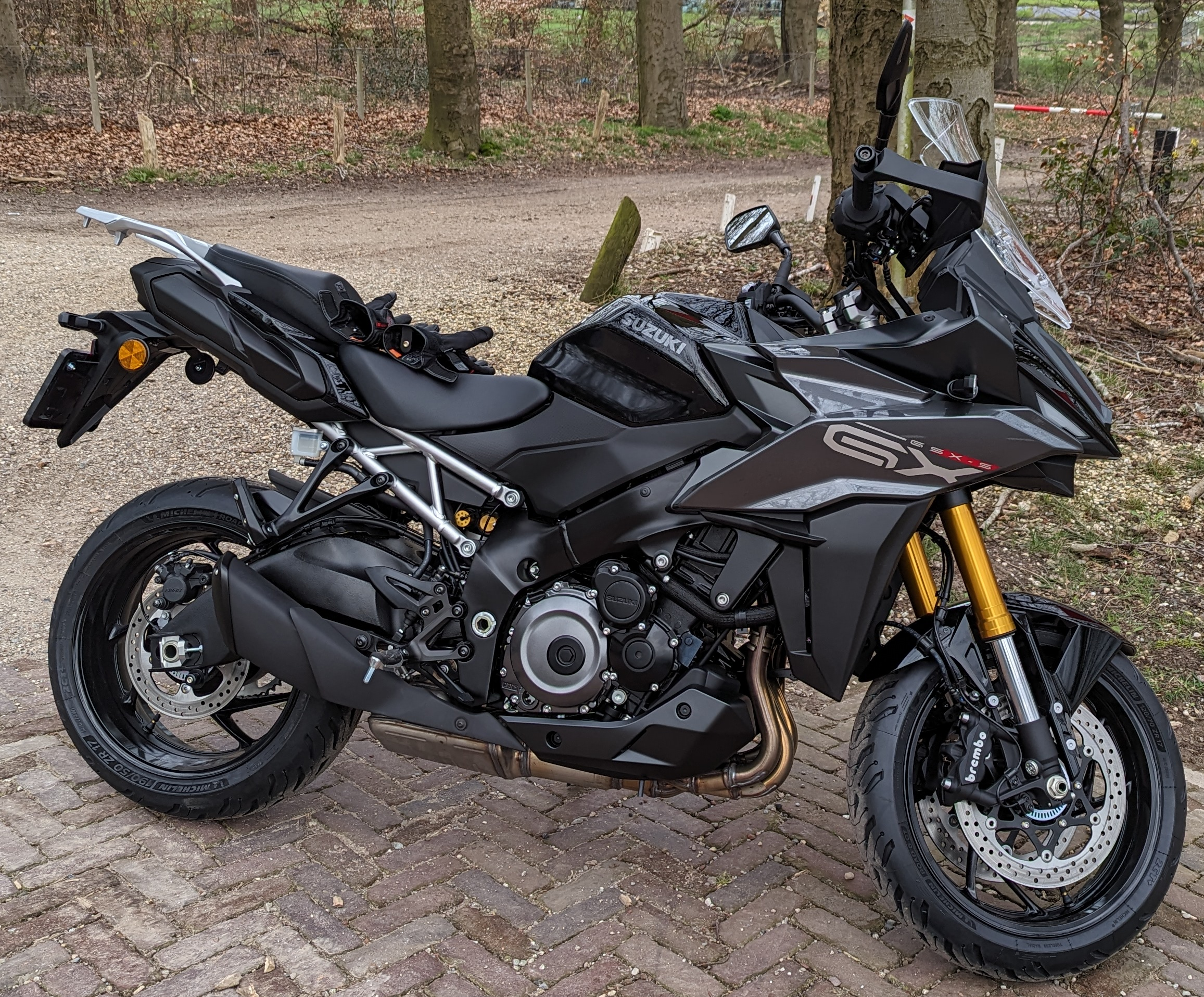
GSX-S1000GX

## GSX-S750
750cc版の日本仕様は GSX-S750 ABS として2017年3月30日に発売された。
車体は1,000cc版であるGSX-S1000に合わせたデザインとなっており、エンジンはGSX-R750のものをベースとし日本の平成28年環境規制に適合させ搭載しているが日本国外仕様とスペックの差異はほぼない。また1000同様のトラクションコントロールシステムだけでなく、SV650同様の「ローRPMアシスト」も搭載した。なお車両重量は1000より若干増加している。
走行中は全体を通して、静かである。低回転時はもちろん、エンジンを高速域ギアの3000～4000回転で回すと、微細な振動すら消えて、エンジンが「無い」ような感覚になるほどであり、風切り音のほうが目立つくらいである。
シートの前方部分は潔く面積を小さくしているため、シート高の割に足着きも良い。ハンドリングに関しては、GSX-S1000よりも3kg重いにもかかわらず動きが軽い上に、ブレーキリリースの瞬間に自然な方向転換ができる。
排ガス規制のため、2022年以降は販売が終了する運びとなった。

## GSX-S125
2016年のミラノ・モーターサイクル・ショーで、GSX-Sシリーズの125cc版として発表された。欧州モデルではヨーロッパ圏におけるA1ライセンス所有者向けの入門スポーツモデルとして扱われていた。日本仕様は GSX-S125 ABS として2017年10月11日に発売された。
車体は1,000cc版に意匠を合わせたデザインとなっており、エンジンはGSX-R125のものをベースとし日本の平成28年環境規制に適合させ搭載しているが日本国外仕様とスペックの差異はほぼない。GSX-S1000と同じく、スタータースイッチを押し続けずワンプッシュするだけで始動する「スズキイージースタートシステム」を採用している。スズキの原付二種としては国内初のABS装着車である。
搭載される単気筒エンジンは他の同排気量エンジンと比べるとビッグボア、あるいはショートストロークであり、比較的に中回転域まで回したときの快活さが優先されたセッティングとなっている。
2019年モデルはカラーリングが変更された。2020年モデルではハザードスイッチが追加され、液晶メーターは黒地に白抜き文字表示になるなどの小変更を受けた。
2022年7月に発表されたモデルでは平成32年（令和2年）国内排出ガス規制に対応すべく、モデルチェンジが行われた。型式は8BJ-DL32D。見た目上の変化はアンダーカウルの後端が少し短くなり、ツートーンカラー風に仕上げられた。また、最高出力は10,500rpm、最大トルクは8,500rpmで発生するように特性が変更された。車両重量が135kgとわずかに増加してはいるものの、車体の細さの割には安定して乗車できる。

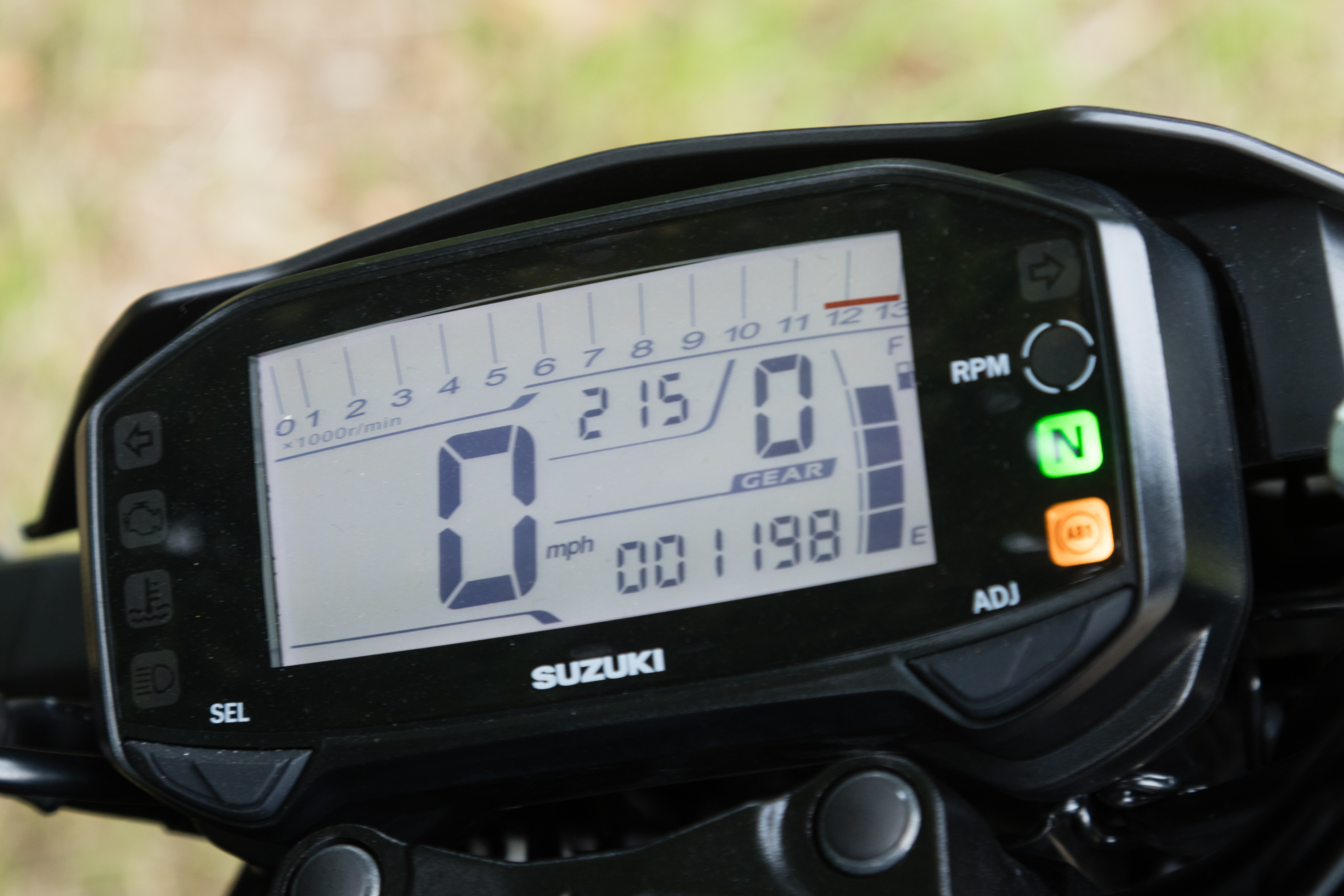
液晶メーター
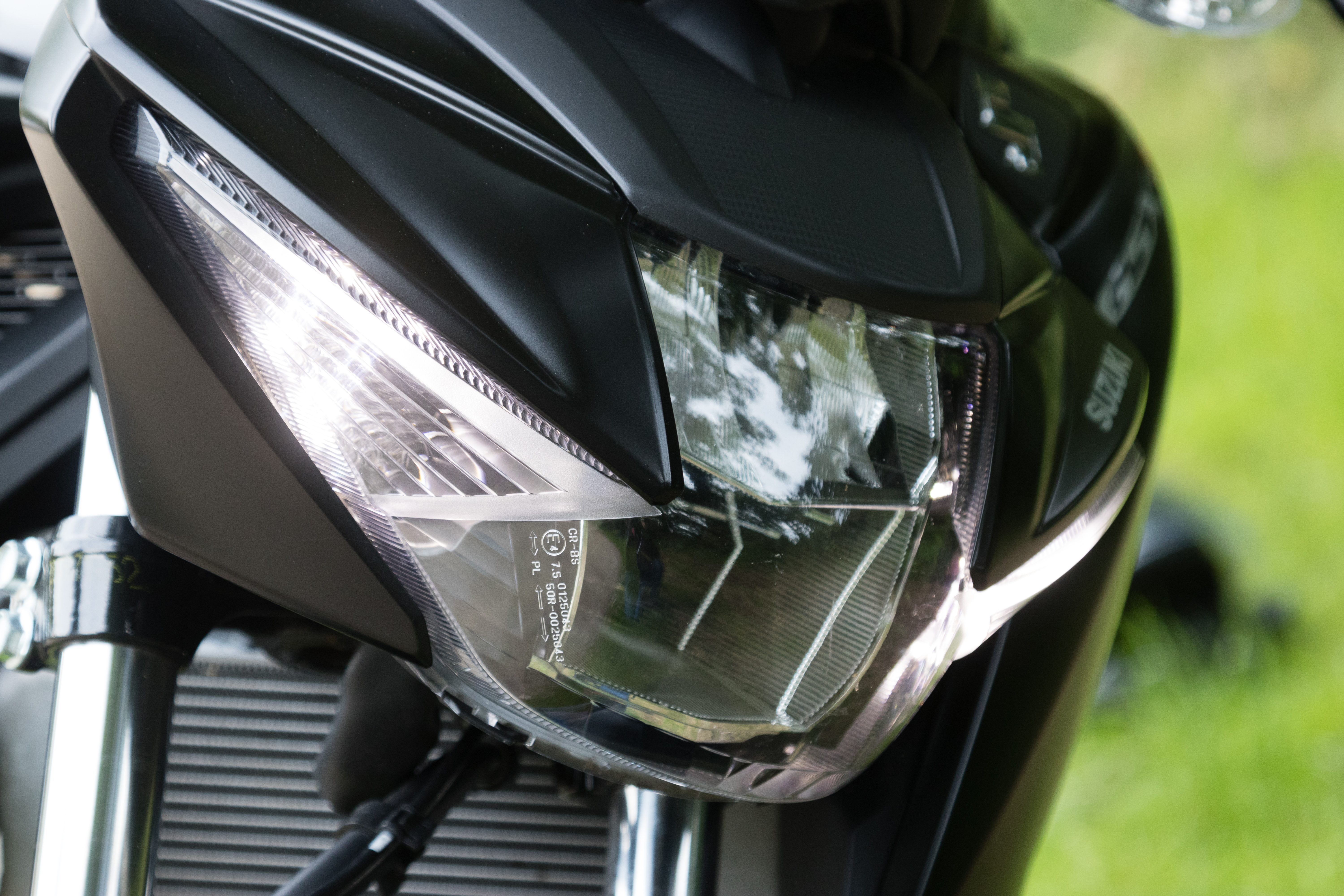
ヘッドライト
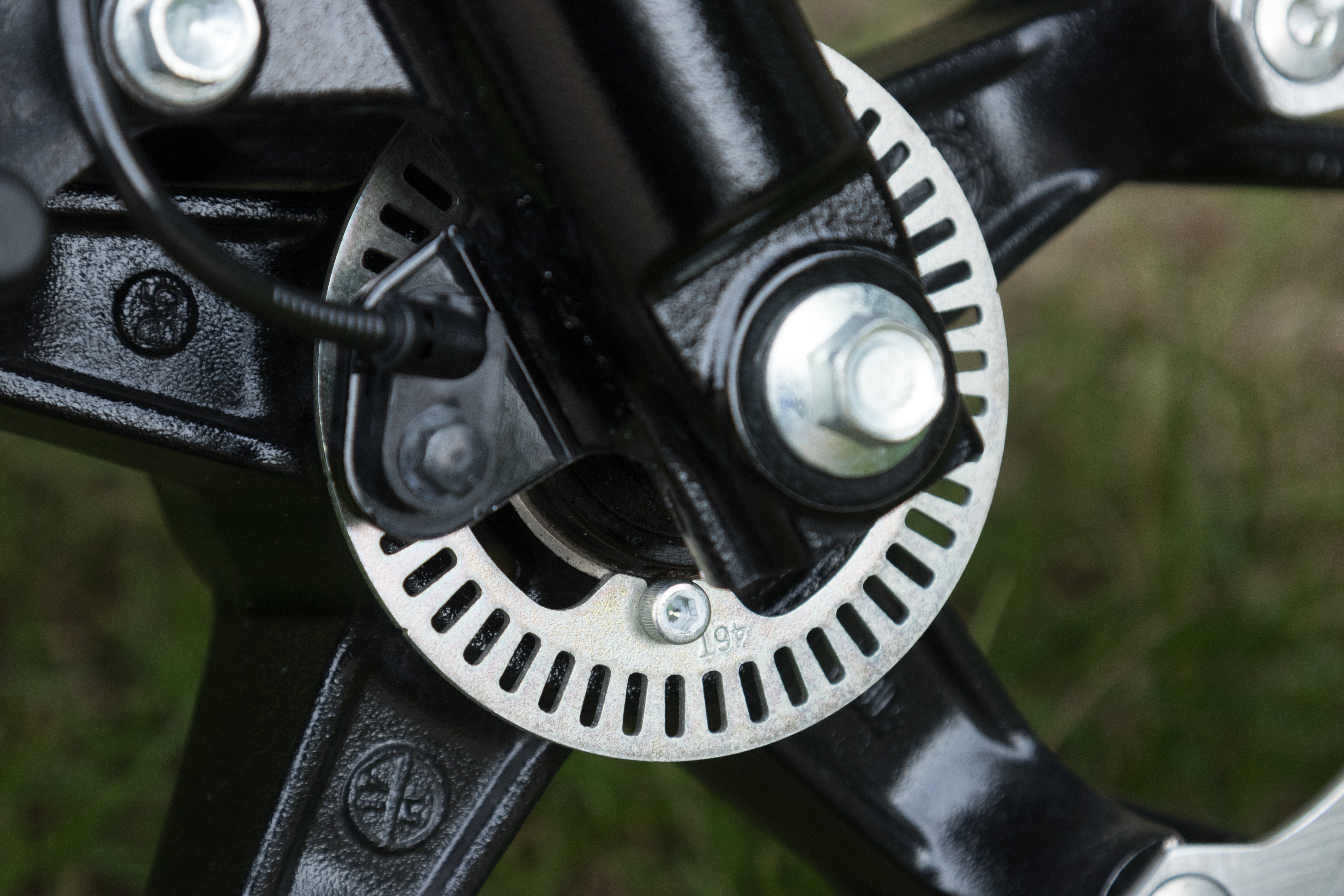
花弁形状のペータルブレーキディスク